# Ferdinand Canning Scott Schiller

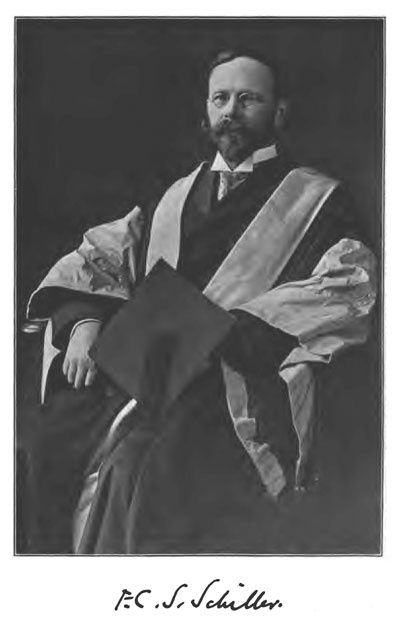
F.C.S. Schiller 1917.

Ferdinand Canning Scott Schiller, född den 16 augusti 1864 i Ottensen vid Altona, död den 9 augusti 1937 i Los Angeles, var en engelsk filosof. 
Schiller blev instructor i filosofi vid Cornelluniversitetet 1893, assistant tutor vid Corpus Christi College vid Oxfords universitet 1897, tutor där 1903 och senare fellow och senior tutor vid samma college. Från 1929 var han gästprofessor vid University of Southern California halva året. 
Schiller var i England den främste representanten för den filosofiska riktning som vanligen kallas pragmatism, men som han även benämner "humanism". Tänkandet leds enligt Schiller av viljan och är ändamålsbestämt ("purposively iniated and directed") såsom tjänande på en gång teoretiska och praktiska syften, särskilt behovet av harmoni i erfarenheten och handlingarna. Sant är det, som främjar denna harmoni; nyttan är sanningens kriterium. Därför finns inga absoluta sanningar, utan endast åsikter, som är på det givna stadiet i utvecklingen mer eller mindre ändamålsenliga. Axiomen är varken produkter av erfarenheten eller aprioriska sanningar, utan postulat, som vår vilja uppställt och som visat sig ändamålsenliga för vårt handlande. Allmängiltiga är de blott i den mån alla tänkande varelser betjänar sig av dem. Protagoras hade därför rätt, då han sade, att människan är måttet för allt. Sanningarna har sin betydelse som regler för handlingarna (rules for actions) och måste genom dessa erhålla bekräftelse. Liksom sanningen inte är färdig och bestående, utan ett ständigt blivande, så finns heller ingen av oss oberoende verklighet, utan vi konstruerar själva vår värld genom upprepade, växlande försök att forma den efter våra behov. Om vi abstraherar från allt, vad vi lagt in i världen, återstår endast en i och för sig bestämningslös "hyle" (grekiska, stoff), rena potentialiteter, om vilka intet kan utsägas och det sålunda inte tjänar något till att spekulera. Varken psykologin eller kunskapsteorin utgör filosofins rätta grundval, utan den sanna filosofiska metoden är den "konkret-metafysiska", som medvetet och konsekvent är antropomorfistisk, det vill säga förklarar allt genom individuella existenser, som liknar vår egen. Metafysiken måste grunda sig på naturvetenskapen. Som metafysisk ståndpunkt förkastar Schiller både monismen och dualismen och ansluter sig till en pluralistisk grunduppfattning, enligt vilken verklighetens yttersta grunder utgöras dels av en till sin makt begränsad gudomlig personlighet, dels en mångfald av andliga monader. De sistnämnda har från tidens början existerat som skilda individer inom kaos, och världsprocessen börjar med den gudomlige andens beslut att av deras mångfald dana ett harmoniskt kosmos. Världens mekanism förfinas alltmer från de grova och enkla formerna hos de lägre monaderna, som bildar materien, till de invecklade och finare former, som tjänar intelligensens utveckling. Det onda är en följd av monadernas bristande harmoni, och världsprocessens mål är dess övervinnande genom en fullkomlig anpassning, som slutligen leder till en evig verksamhet av fullkomliga individer i ett fullkomligt samhälle. Så är enheten inte utvecklingens början, utan dess slutpunkt.